# Manuel Barrón y Carrillo

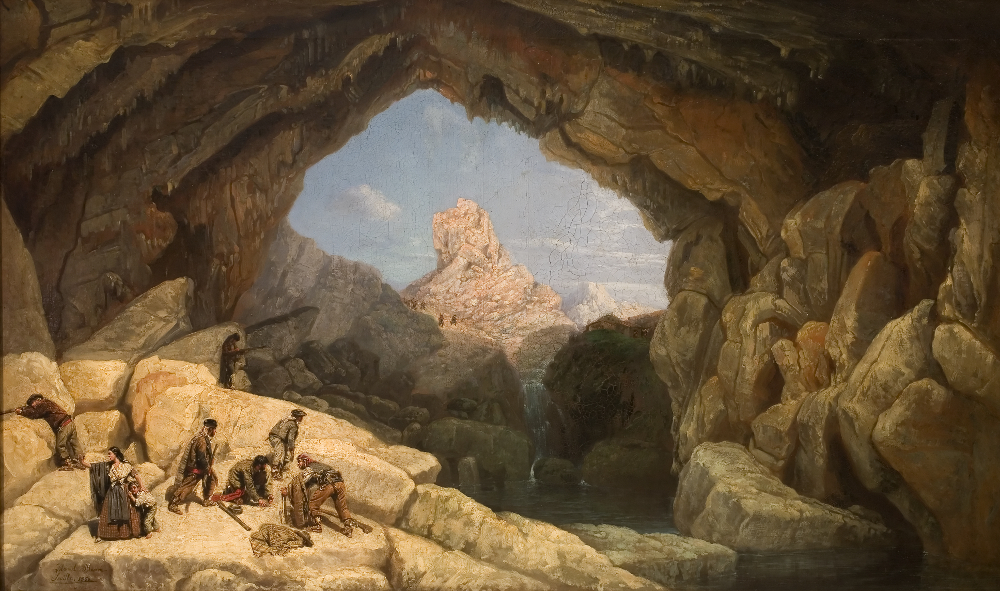
La cueva del gato, de Manuel Barrón. 1860. (Museo de Bellas Artes de Sevilla).

Manuel Barrón y Carrillo (Sevilla, 1814 – Sevilla, 1884) fue un pintor español representante del paisajismo romántico y el costumbrismo andaluz.

## Biografía
Estudió con Antonio Cabral Bejarano y en la Escuela de Bellas Artes de Sevilla, donde luego sería profesor para las asignaturas de dibujo del yeso, perspectiva y paisaje, y alcanzó el puesto de director. Entre sus discípulos, cabe citar a Rafael Romero Barros. También fue miembro del Liceo Artístico (fundado en 1838) y de la Sociedad Económica de Amigos del País. Participó con asiduidad en las exposiciones regionales y nacionales de Bellas Artes. 
Destacó como paisajista romántico de entornos urbanos, rurales y pintorescos de asunto costumbrista. La reina de Isabel II de España, adquirió su lienzo Vista general de Sevilla, conservado en el Palacio de Riofrío de Segovia.

## Obra

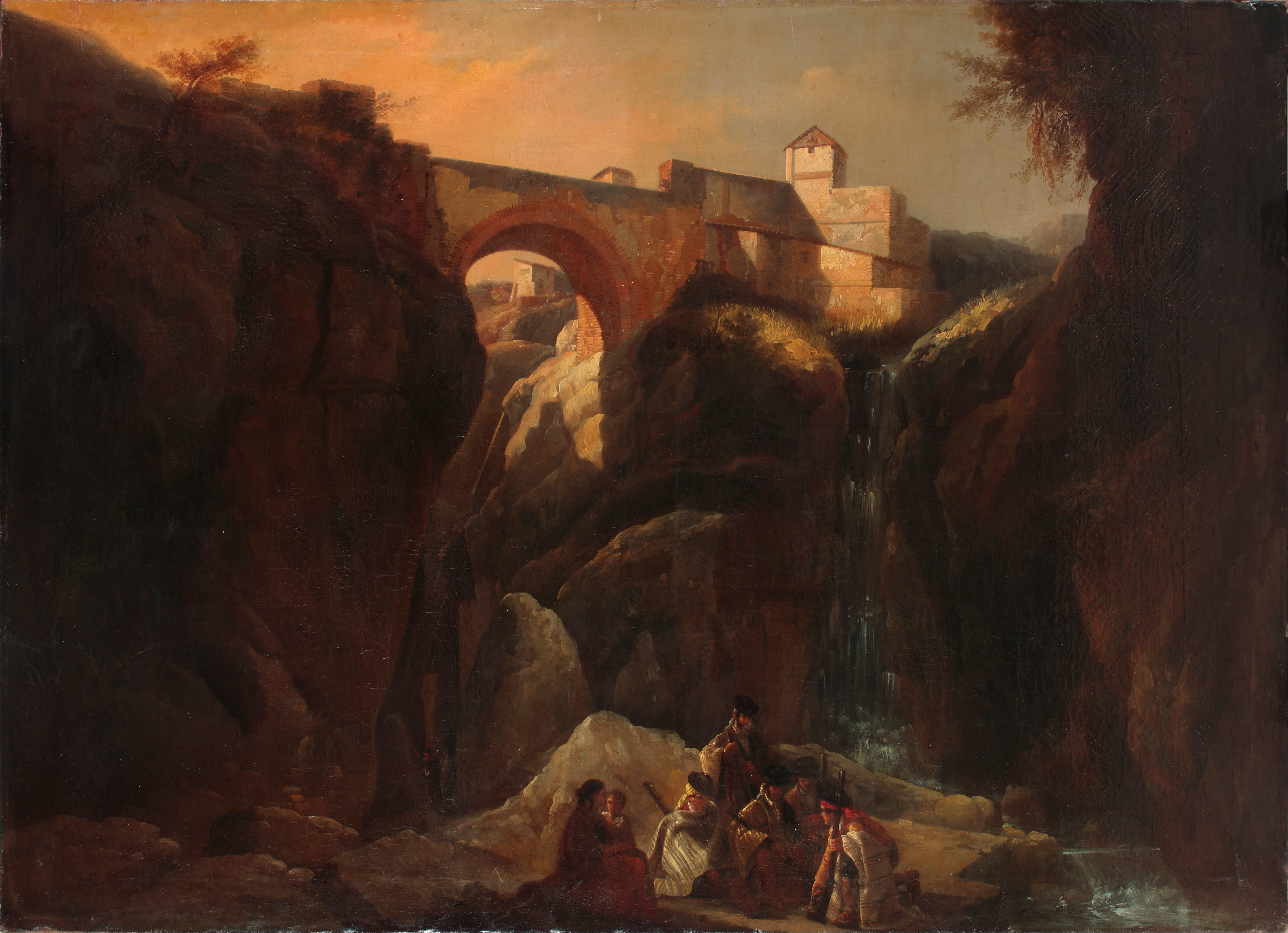
Contrabandistas en la Serranía de Ronda, de Manuel Barrón. 1849. (Museo del Romanticismo, Madrid).

Tiene obra en el Museo del Prado, el Museo de Bellas Artes de Sevilla, el Museo Nacional del Romanticismo, y el Museo Carmen Thyssen Málaga.
Entre su amplia producción paisajista y costumbrista pueden citarse Fiesta popular en los alrededores de Sevilla (c. 1845-1850); Vista del Guadalquivir (1854), Vista de Cádiz (1854), Cruzando el Guadalquivir (1855), Vista del puerto de Miravete, camino antiguo de Madrid (1869), o Emboscada a unos bandoleros en la cueva del Gato (1869).